# BBCニュース・スペシャル
BBCニュース・スペシャルはBBCにおける報道特別番組の総称である。

## 概要
内容にも依るがBBC News Channel以外にBBC One、BBC TwoそしてBBCワールドニュースにおいて同時放送される。
ロンドン同時爆破事件においてはBBC OneやBBC Twoが中断された。2007年に発生したロンドンの洪水ではBBC One（及びTwo）の番組が中止されることはなかったが、最新情報を伝えるために元々放送予定だった番組の放送時間を変更して当番組が組み込まれた。他にも、突発的なものではなく予め告知されていたイベント（例：2012年のオリンピック開催国発表）において当番組が組まれることがある。
この番組がBBC One（もしくはTwo）において放送される場合、画面下のバーにBBC News report on BBC One（もしくはTwo）と表示されることがある。また、このようなバーはBBCだけとは限らない。例えば、Sky OneがSky Newsの報道特別番組を同時放送しているときにも似たようなものが見受けられることがある。
BBCニュース・スペシャルが最も頻繁に同時放送されるのは、BBCワールドニュースである。通常は30～60分だが、短くて15分, 長くて2時間放送することもあった。

## 過去の放送
過去に放送された中で特に重大なものを取り上げる。
| 日付           | 内容                                           | 司会者                                               | 参照   |
| -------------- | ---------------------------------------------- | ---------------------------------------------------- | ------ |
| 2006年12月13日 | イプスウィッチ連続殺人事件事件                 | フィオナ・ブルース                                   | [ 1 ]  |
| 2006年12月15日 | イプスウィッチ連続殺人事件事件                 | フィオナ・ブルース                                   | [ 2 ]  |
| 2007年4月5日   | イランによるイギリス海軍乗組員拘束事件         | ソフィー・ラワス と ベン・ブラウン                   | [ 3 ]  |
| 2007年7月23日  | イギリスにおける大洪水                         | ジョージ・アレガイアー                               | [ 4 ]  |
| 2008年3月14日  | シャノンマシューズの誘拐                       | ルイーズ・ミンチン と ジョナサン・チャールズ         | [ 5 ]  |
| 2008年3月23日  | クルーとナントにおける補欠選挙                 | ジョン・ソペル                                       | [ 6 ]  |
| 2009年5月19日  | イギリス下院議長の辞任                         | ジョン・ソペル                                       | [ 7 ]  |
| 2009年6月5日   | 欧州議会議員選挙                               | マシュー・アムロリワラ                               | [ 8 ]  |
| 2009年6月26日  | マイケル・ジャクソンの死去                     | ジェレミー・バイン                                   | [ 9 ]  |
| 2009年12月22日 | イギリスにおける大雪                           | ベン・ブラウン と ジェーン・ヒル                     | [ 10 ] |
| 2010年1月6日   | イギリスにおける大雪                           | マシュー・アムロリワラ と ジェーン・ヒル             | [ 11 ] |
| 2010年4月15日  | エイヤフィヤトラヨークトルの噴火による交通麻痺 | マシュー・アムロリワラ と レイチェル・スコフィールド | [ 12 ] |
| 2010年5月8日   | ハンガリー議会選挙                             | デビッド・ディンブルビー                             | [ 13 ] |
| 2010年5月10日  | ハンガリー議会選挙                             | ヒュー・エドワーズ                                   | [ 14 ] |
| 2010年5月11日  | ハンガリー議会選挙                             | ヒュー・エドワーズ                                   | [ 15 ] |
| 2010年5月11日  | デビッドキャメロンが首相に任命                 | デビッド・ディンブルビー                             | [ 16 ] |
| 2010年5月12日  | 新政府の記者会見                               | ジョン・ソペル                                       | [ 17 ] |
| 2010年6月2日   | カンブリアの銃乱射事件                         | マシュー・アムロリワラ                               | [ 18 ] |
| 2010年6月2日   | カンブリアの銃乱射事件                         | ヒュー・エドワーズ                                   | [ 19 ] |
| 2010年7月27日  | ロンドンオリンピック2年前                      | ソフィー・ラワス と ジェイク・ハンフリー             | [ 20 ] |
| 2010年11月16日 | ウィリアム王子とキャサリン・ミドルトンの婚礼   | マシュー・アムロリワラ と スー・サール               | [ 21 ] |
| 2010年12月20日 | イギリスにおける大雪                           | ソフィー・ラワス                                     | [ 22 ] |
| 2011年1月14日  | オールダム補欠選挙                             | ジョン・ソペル                                       | [ 23 ] |
| 2011年3月11日  | 東日本大震災                                   | マシュー・アムロリワラ と マルティーヌ・クロクソル   | [ 24 ] |
| 2011年3月11日  | 東日本大震災                                   | フィオナ・ブルース                                   | [ 25 ] |
| 2011年5月2日   | ウサーマ・ビン・ラーディンの殺害               | マシュー・アムロリワラ と ソフィー・ロング           | [ 26 ] |
| 2011年8月9日   | イギリス暴動                                   | クライブ・メリー と ジェーン・ヒル                   | [ 27 ] |
| 2011年10月20日 | ムアンマル・アル＝カッザーフィーの死           | ジェーン・ヒル と ミシェル・フセイン                 | [ 28 ] |
| 2012年11月6日  | アメリカ大統領選挙                             | デビッド・ディンブルビー                             | [ 29 ] |
| 2012年11月10日 | ジョージ・エントウィッスルの辞任               | ケイト・シルバートン                                 | [ 30 ] |
| 2013年1月18日  | イギリスにおける大雪                           | フィオナ・ブルース                                   | [ 31 ] |
| 2013年2月11日  | ベネディクト16世の退位                         | クライブ・メリー と エミリー・メイトレス             | [ 32 ] |
| 2013年3月12日  | フランシス法王選出                             | ジョン・ソペル と フィリッパ・トーマス（スタジオ）   | [ 33 ] |
| 2013年4月8日   | マーガレット・サッチャーの死                   | シャン・ウィリアムズ と マシュー・アムロリワラ       | [ 34 ] |